# L.A. Tenorio
Lewis Alfred Vázquez Tenorio, detto L.A. (Nasugbu, 9 luglio 1984), è un allenatore di pallacanestro ed ex cestista filippino.

## Carriera
Con le Filippine ha disputato i Campionati asiatici del 2013 e i Campionati mondiali del 2014.